# Permisan
Permisan is een bestuurslaag in het regentschap Sidoarjo van de provincie Oost-Java, Indonesië. Permisan telt 1295 inwoners (volkstelling 2010).